# Lana Del Rey
Lana Del Rey, pseudonimo di Elizabeth Woolridge Grant (New York, 21 giugno 1985), è una cantautrice e poetessa statunitense.
Pur essendo attiva musicalmente dal 2005, la fama internazionale arriva nel 2012 con l'album Born to Die, pubblicato dalle etichette discografiche Interscope, Polydor e Stranger. Composto da tracce ispirate a diversi stili musicali, come l'indie pop, il sadcore e il soul, Born to Die ha prodotto i singoli di successo Video Games, Born to Die e Summertime Sadness e ha venduto sette milioni di copie in tutto il mondo, esordendo al numero uno in tredici Paesi, tra cui Regno Unito e Australia. Nel novembre 2012 è la volta di l'EP Paradise, che le garantisce la sua prima candidatura ai Grammy Award nella categoria di miglior album pop vocale. Nel 2014 viene pubblicato il terzo album Ultraviolence, accolto positivamente da critica e pubblico, tanto da esordire direttamente al primo posto della Billboard 200 negli Stati Uniti. In seguito a una tournée in Nord America con Courtney Love e Grimes, nel 2015 viene messo in commercio il quarto album Honeymoon, anch'esso un successo commerciale e ben accolto dalla critica.
Mentre nel 2017 torna alle sonorità di Born to Die con il quinto album Lust For Life, nel 2019 si ripresenta sulle scene con il sesto album Norman Fucking Rockwell!, più volte definito dalla critica come uno dei migliori progetti dell'anno e del decennio, nonché l'opera più riuscita della carriera di Del Rey. Grazie a quest'album la cantante ha ricevuto la sua prima candidatura nella categoria di album dell'anno nell'ambito dei Grammy Awards 2020. Affiancata da Jack Antonoff, al 2021 risale la pubblicazione di due album: Chemtrails over the Country Club e Blue Banisters. Il nono album, Did You Know That There's a Tunnel Under Ocean Blvd, è datato marzo 2023. Il secondo singolo estratto dal disco, A&W è stato inserito da Rolling Stone nella sua lista delle 500 canzoni migliori di tutti i tempi, oltre ad essere stato nominato nella categoria di canzone dell'anno ai Grammy Awards 2024.
Grazie a Born to Die, Lana Del Rey è la seconda donna nella storia della musica a rimanere presente con un album per più di 500 settimane nella classifica statunitense, il disco ha così raggiunto un risultato che solo altri diciotto album hanno ottenuto. Inoltre, la cantante ha venduto complessivamente più di 16 milioni di album e ricevuto numerosi riconoscimenti, tra cui due BRIT Awards, tre MTV Europe Music Awards, un MTV Video Music Award, oltre a 11 candidature ai Grammy Awards. Si è anche aggiudicata un Satellite Award e una candidatura al Golden Globe per il brano Young and Beautiful inciso come colonna sonora del film campione d'incassi Il grande Gatsby. Oltre alla carriera musicale, Del Rey è attiva come autrice letteraria: nel 2020 pubblica la raccolta Violet Bent Backwards over the Grass, contenente più di trenta poesie e resa anche in versione di audiolibro, recitato da Lana stessa sui sottofondi musicali del collaboratore Jack Antonoff.

## Biografia
Elizabeth Woolridge Grant nasce a New York il 21 giugno 1985, e cresce a Lake Placid, nello Stato di New York. Ha frequentato le scuole superiori alla Kent School, un collegio nel Connecticut, uno fra i venti più costosi negli Stati Uniti, pagando una retta annuale di 44 500 dollari. Di origini scozzesi (più precisamente del Lanarkshire), Elizabeth Grant è figlia di Rob Grant, un imprenditore che gestisce domìni internet e che l'ha sostenuta sin dall'inizio della sua carriera come cantante.

Ha dichiarato di aver sofferto di dipendenza da alcol, tanto che all'età di quindici anni venne iscritta alla Kent School per essere curata (questa fase della sua vita l'ha ispirata per alcuni testi dell'album Born to Die) e oltre ad aver affermato che è stata l'esperienza più brutta della sua intera vita, nel settembre del 2012 ha dichiarato al GQ Magazine: 
Nel 2008 presso la facoltà di filosofia della Fordham University, un'università newyorkese di tradizione gesuita, si è laureata in metafisica, in quanto questo studio «tenta di colmare il divario tra Dio e scienza». Come lei stessa ha dichiarato, era interessata a Dio e a come la tecnologia possa avvicinarci a scoprire da dove veniamo e perché. Ha dichiarato in un'intervista per il giornale tedesco Der Spiegel di essere di religione cattolica.
Nell'ottobre 2011 si è trasferita a Londra, ma ha continuato a vivere tra i suoi due appartamenti di New York e Los Angeles. È una tifosa della squadra calcistica inglese del Liverpool e di quella scozzese del Celtic.

### Esordi
Il suo primo approccio alla musica risale a quando era bambina e cantava nei cori della chiesa. All'età di diciotto anni suo zio le ha insegnato a suonare la chitarra, cominciando dagli accordi di base: «Erano Sol, Do, La, Re minore, La minore e anche qualche accordo diminuito. Qualche trucchetto, qualche scorciatoia» ha ricordato Del Rey, che ha continuato dicendoː «Ho capito che probabilmente avrei potuto scrivere un milione di canzoni con quei sei accordi, così mi sono trasferita a New York e mi sono presa un paio d'anni per scrivere tutto ciò che volevo». Mentre viveva in città, ha avviato la sua carriera esibendosi nei club. Si è discusso del suo nome d'arte in un'intervista su Vogue, in cui ha spiegato che voleva un nome musicale e così, insieme ai suoi amici cubani con cui era a Miami – città in cui si recava molto spesso – era solita parlare molto in spagnolo, scelse Lana Del Rey, che ricordava loro il fascino della spiaggia e che è stato subito a loro molto gradito poiché, venendo fuori dalla punta della lingua, suonava benissimo.

### 2005–2010:Kill KilleLana Del Ray A.K.A. Lizzy Grant
Tra il 2005 e il 2006, sotto il nome di May Jailer, ha registrato il demo album Sirens, pubblicato su YouTube solo a maggio 2012 da alcuni fan. Il 25 aprile 2005 ha prodotto un CD di sette tracce come Elizabeth Woolridge Grant, affidandone la tutela all'ufficio dei diritti d'autore degli Stati Uniti, mentre l'opera era indicizzata con due titoli: Rock Me Stable e Young Like Me, tuttavia i nomi delle canzoni rimangono sconosciuti.
All'età di venti anni ha firmato un contratto discografico per diecimila dollari e si è trasferita in un parcheggio per roulotte fuori città. Il suo album è stato però accantonato, costringendola a dedicarsi ad altro, cominciando a lavorare nel servizio alla comunità. «Senzatetto disperati, droga e riabilitazione dall'alcol – questa è stata la mia vita negli scorsi cinque anni», ha dichiarato alla rivista Vogue nel 2012. Qualche anno dopo è stata scritturata da 5 Point Records, un'etichetta indipendente del produttore David Kahne, con il quale ha pubblicato il suo primo EP di tre tracce intitolato Kill Kill nel mese di ottobre 2008, sotto il nome di Lizzy Grant, con i brani Kill Kill, Yayo e Gramma (Blue Ribbon Sparkler Trailer Heaven). Del Rey ha spiegato che «David ha chiesto di lavorare con me il giorno dopo aver ricevuto la mia demo. È conosciuto come un produttore con un sacco di integrità e che ha interesse a fare musica che non sia solo pop».
Nel gennaio 2010 è uscita l'edizione completa dell'album Lana Del Ray A.K.A. Lizzy Grant. È stato il suo primo album in studio prodotto professionalmente, pubblicato come Lizzy Grant sempre tramite l'etichetta discografica 5 Point Records. Suo padre Robert Grant ha collaborato nella commercializzazione dell'album, che è stato disponibile per l'acquisto su iTunes per un breve periodo, prima di essere ritirato. Elizabeth Grant – secondo David Kahne – ha riacquistato i diritti dalla sua etichetta per ritirarlo dalla circolazione, nell'ottica di "migliori opportunità future per distribuirlo", a detta di voci che ritengono che l'azione facesse parte di una strategia calcolata.

### 2011–2013:Born to Die,ParadiseeTropico

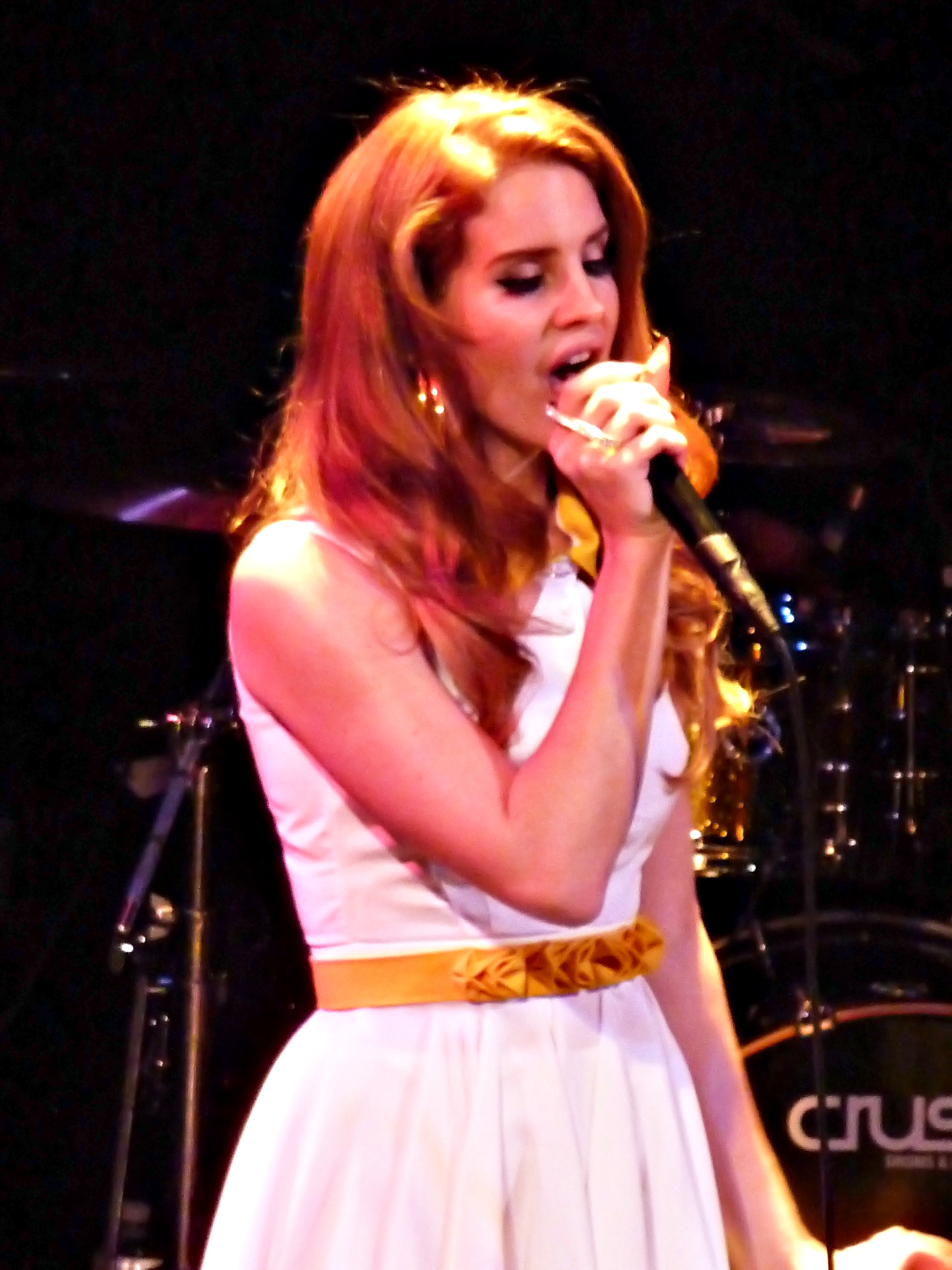
Lana Del Rey si esibisce alla Bowery Ballroom di New York nel mese di maggio 2011

Nel 2011 Del Rey carica su YouTube dei video musicali girati da lei di alcuni suoi brani, tra cui Video Games, che diventa virale, grazie anche a The Weeknd che la condivide su Tumblr, e che porta Stranger Records a proporre alla cantante di far uscire la canzone come suo singolo di debutto. Parlando al settimanale inglese The Observer ha affermato di aver caricato quel video perché era il suo preferito, benché onestamente non pensava che avrebbe sfondato. La canzone le è valsa un Q Award nella categoria Next Big Thing nell'ottobre 2011. Quello stesso mese Del Rey ha firmato un contratto congiunto con la Interscope Records e la Polydor Records per il suo secondo album, Born to Die. Come anticipazione all'album ha eseguito alcuni concerti, di cui alcuni furono promozionali al Bowery Ballroom di New York e allo Chateau Marmont di Los Angeles, oltre che esibizioni in trasmissioni televisive come De Wereld Draait Door e Later... with Jools Holland.
Born to Die è stato pubblicato il 31 gennaio 2012 in tutto il mondo, avendo successo in diverse classifiche e ricevendo recensioni positive dalla critica musicale. Quella stessa settimana ha rivelato di aver riacquistato i diritti per l'album Lana Del Ray A.K.A. Lizzy Grant, onde pubblicarlo nuovamente durante l'estate 2012 sotto la Interscope Records e la Polydor. Contrariamente a quanto detto alla stampa, la sua etichetta discografica precedente e il produttore David Kahne hanno entrambi dichiarato che Del Rey ha comprato i diritti per l'album quando lei e l'etichetta si separarono nell'aprile 2010 per l'offerta di un nuovo contratto.
In un'intervista con RTVE il 15 giugno 2012 ha annunciato che stava lavorando al suo nuovo album (previsto per novembre) e che cinque brani erano già stati scritti, due dei quali erano Young and Beautiful e Gods & Monsters, oltre a un'altra traccia dal titolo Body Electric, che è stata eseguita e presentata come una delle canzoni del nuovo album al BBC Radio1's Hackney Weekend. In un'intervista con Tim Blackwell per Nova FM a Melbourne ha aggiunto che il suo nuovo lavoro non sarebbe stato un album, ma piuttosto un EP, descritto come la "Paradise Edition" di Born to Die; ha poi affermato che quest'ultimo avrebbe contenuto sette nuove tracce. L'edizione speciale Born to Die: The Paradise Edition è uscita il 12 novembre nel Regno Unito, il 13 negli Stati Uniti e in seguito nel resto del mondo, anticipata dalla canzone per H&M Blue Velvet e dal singolo Ride.

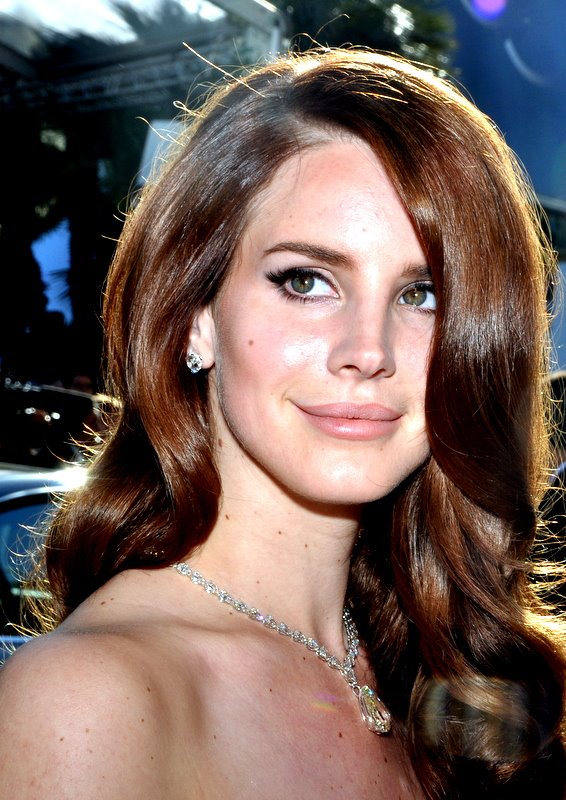
Lana Del Rey al Festival di Cannes 2012

Tra i mesi di giugno e luglio si è esibita presso alcuni festival musicali in Europa, tra cui in Spagna, Inghilterra, Norvegia, Belgio, Francia, Svizzera, Portogallo e Germania, mentre alla fine di luglio ha tenuto sei concerti in Australia. A metà settembre è arrivato l'annuncio del primo singolo di Paradise, ossia Ride. Circa una settimana dopo l'esordio del video il singolo promozionale è stato pubblicato per essere mandato in onda in radio e reso disponibile per l'acquisto. Ride è uscito la stessa settimana come sesto singolo di Born to Die e il primo singolo dal suo terzo EP. La Paradise Edition di Born to Die era stata programmata per essere commercializzata il 12 novembre, ma nel mese di settembre l'album è diventato disponibile per il preordine, che offriva il download immediato di Burning Desire. Il video musicale di Ride è stato duramente criticato, in quanto visto come veicolo di un messaggio pro-prostituzione e antifemminista, aggettivo quest'ultimo che è stato attribuito ai lavori di Del Rey sin dal singolo Video Games, nonostante la cantautrice si sia più volte definita "non una non femminista" e a favore del movimento MeToo.
Il 30 ottobre sono state annunciate sedici tappe per la sua tournée europea del 2013; in seguito alle successive aggiunte di date i Paesi raggiunti sono complessivamente Germania, Inghilterra, Scozia, Irlanda, Svezia, Danimarca, Francia, Paesi Bassi, Belgio, Norvegia, Austria, Lussemburgo, Svizzera, Lituania, Russia e Ucraina, per un totale di trentaquattro date. I biglietti per il concerto di Parigi sono andati esauriti in un minuto e trenta secondi, ragione per cui è stata aggiunta un'altra data. Cinque date sono state aggiunte anche per la tappa in Regno Unito. Subito dopo è seguito l'aggiornamento del programma della tournée con l'annuncio di tre concerti in Italia e uno in Spagna, a cui hanno seguito le esibizioni in Russia e Ucraina. L'8 novembre 2012 è stato realizzato un video promozionale per Bel Air, singolo di chiusura dell'album. Esso contiene le scene tagliate di un altro video, ossia Summertime Sadness. Agli MTV Europe Music Awards 2012 ha ricevuto la candidatura per le categorie miglior artista alternative, miglior artista Push e miglior artista rivelazione, vincendo il primo premio citato e premiando a sua volta la cantante country Taylor Swift come miglior artista femminile.
Il 14 febbraio 2013 è stato pubblicato su YouTube il video di Burning Desire, traccia bonus estratta da Paradise, il cui video, realizzato a scopo promozionale con la sponsorizzazione della Jaguar, mostra più volte i prodotti della casa automobilistica britannica. Ha inoltre fissato la pubblicazione del settimo singolo, Dark Paradise, per il 1º marzo. Ai BRIT Awards 2013 ha vinto il premio come "artista solista femminile internazionale", collezionando il suo secondo BRIT. Sempre nel 2013 ha partecipato alla colonna sonora del film Il grande Gatsby con la canzone Young and Beautiful. Nel 2013 è uscito il remix del suo successo Summertime Sadness, curato dal DJ francese Cedric Gervais e protagonista di un ottimo successo nelle classifiche mondiali, risollevando le vendite dell'album da cui era estratto.

### 2014–2016:UltraviolenceeHoneymoon

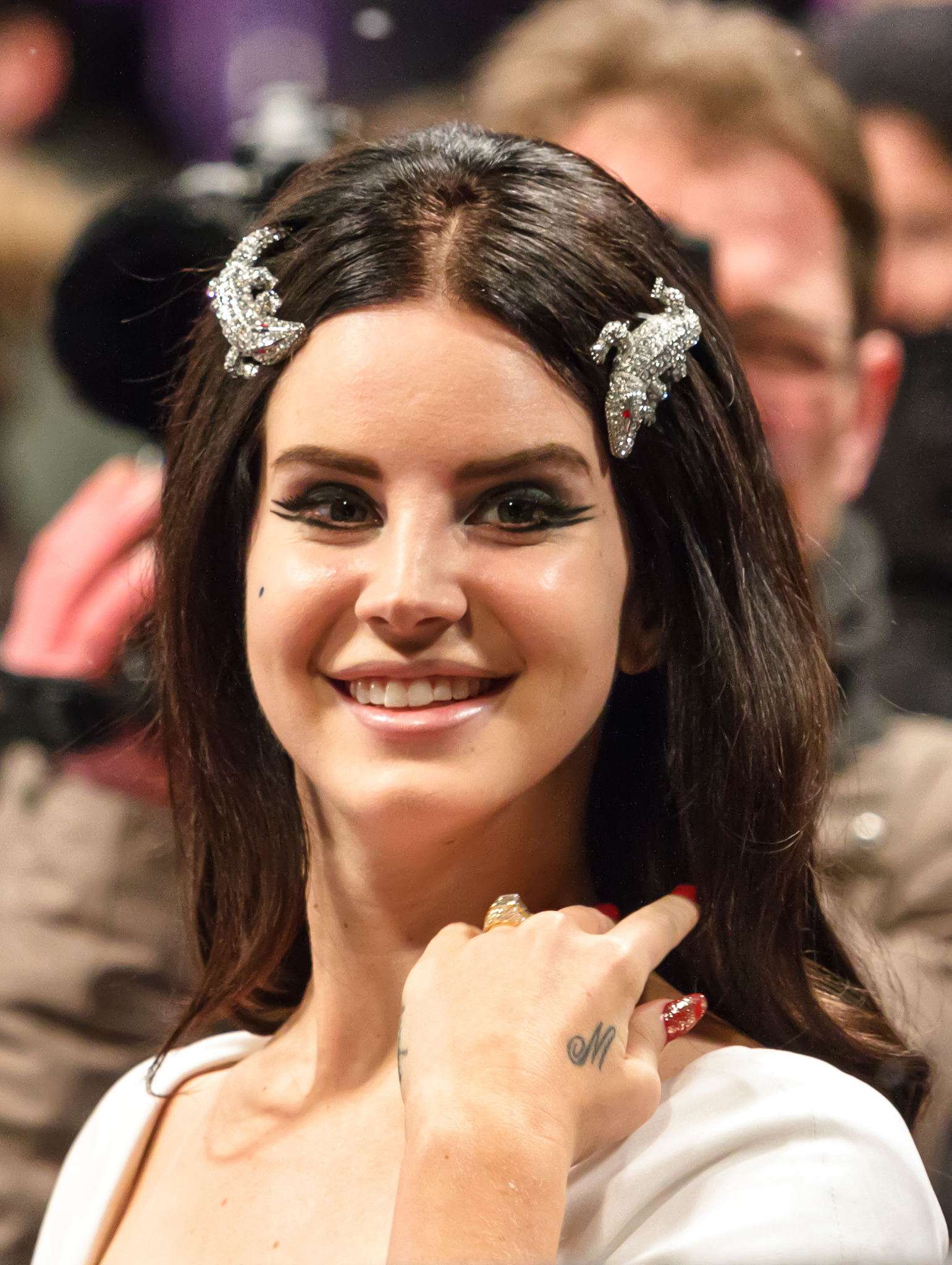
Lana Del Rey agli Echo Awards 2013

Durante la prima di Tropico nel dicembre 2013, la cantante aveva annunciato il titolo del suo nuovo progetto musicale: Ultraviolence. Nel 2014 ha firmato il brano Once Upon a Dream per la colonna sonora del film Maleficent, mentre il 20 febbraio dello stesso anno ha annunciato su Twitter tramite la pubblicazione di una sua foto insieme a Dan Auerbach dei Black Keys che egli sarebbe stato il produttore di Ultraviolence. Nel mese di aprile è partita per una mini tournée negli Stati Uniti partecipando a diversi eventi tra cui il Coachella Valley Music and Arts Festival, dove ha presentato West Coast, primo singolo di Ultraviolence. Il singolo venne pubblicato il 14 aprile, dopo che essere stato trasmesso su BBC Radio.
L'uscita del disco era prevista inizialmente per il 1º maggio, come annunciato da lei stessa ad alcuni fan; tuttavia è stata rimandata al 17 giugno. L'album si è rivelato un successo planetario, riuscendo a raggiungere la prima posizione della Billboard 200 statunitense e raggiungendo inoltre la vetta delle classifiche di alcuni dei mercati musicali più importanti come il Regno Unito. Nel mese di giugno sono stati pubblicati i singoli Shades of Cool, Ultraviolence, Brooklyn Baby e qualche mese dopo anche Black Beauty. Nel dicembre 2014 è stata diffusa la notizia che Del Rey aveva composto due brani per l'acclamato film Big Eyes, intitolati Big Eyes e I Can Fly.  Big Eyes, in particolare, ha ricevuto una candidatura ai Golden Globes 2015.
Il 1º dicembre 2024 sono state annunciate le date del The Endless Summer Tour, composto da diciassette concerti in tutto il Nord America e che sarebbe stata accompagnata da Courtney Love. Il 1º aprile 2015 la cantante ha rivelato che Grimes sarebbe stata in tournée con lei per la seconda metà delle date annunciate, insieme a due date supplementari ad Atlantic City e a Boston il 6 e 9 giugno.
Nel gennaio 2015 durante un'intervista con Billboard ha annunciato che il suo quarto album di inediti, previsto per la seconda metà dell'anno, si sarebbe intitolato Honeymoon. Nei primi mesi del 2015 Del Rey ha proseguito in ambito cinematografico componendo, assieme al suo produttore nonché amico Dan Heath, la colonna sonora del video promozionale del film Adaline - L'eterna giovinezza; per questa pellicola ha scritto una ballata descritta come «dolce armonia di violini poetica e sognante» e intitolata Life Is Beautiful, ma mai pubblicata.
Il 14 luglio è stato pubblicato sul suo canale YouTube Honeymoon, il brano omonimo tratto dal suo quarto album, mentre il 4 agosto è stato annunciato il primo singolo estratto da Honeymoon, intitolato High by the Beach, che è stato pubblicato il 10 agosto, seguito dal video, pubblicato tre giorni dopo. High by the Beach è entrata tra le prime dieci posizioni nella classifica delle vendite digitali in ventotto Paesi e al primo posto in diciannove di essi, tra cui gli Stati Uniti. Il video ha inoltre superato le sette milioni di visualizzazioni su YouTube dopo quattro giorni. All'interno del secondo album del cantante canadese The Weeknd, Beauty Behind the Madness, pubblicato il 28 agosto, è contenuta una traccia in collaborazione con Del Rey intitolata Prisoner. Il 14 agosto, tramite il proprio profilo Instagram, Del Rey ha annunciato che Honeymoon sarebbe stato messo in commercio a partire dal 18 settembre seguente. Il 20 agosto ha pubblicato la lista dei brani dell'album, composto da quattordici tracce, e il singolo promozionale intitolato Terrence Loves You acquistabile tramite pre-ordine su iTunes. Honeymoon è stato accolto positivamente dai critici, che hanno elogiato la musica, la raffinatezza l'interpretazione vocale di Del Rey. L'album ha inoltre scalato le classifiche piazzandosi nelle prime posizioni delle vendite digitali in quasi tutto il mondo.
Nel novembre 2015 Del Rey era il produttore esecutivo del cortometraggio Hi How Are You Daniel Johnston, che documenta la vita di Daniel Johnston, per il quale ha anche reinterpretato una delle canzoni di Johnston, Some Things Last a Long Time (proveniente dall'album 1990); per la copertina ha inoltre collaborato con il produttore Justin Parker. Sempre nel mese di novembre ha inoltre vinto agli MTV Europe Music Awards per la seconda volta il premio come miglior artista alternative.
Il 9 febbraio 2016 ha ospitato la prima del videoclip musicale del nuovo singolo Freak, che si è tenuta al Wiltern di Los Angeles; il video ha esordito su YouTube quello stesso giorno.

### 2017–2019:Lust for LifeeNorman Fucking Rockwell!

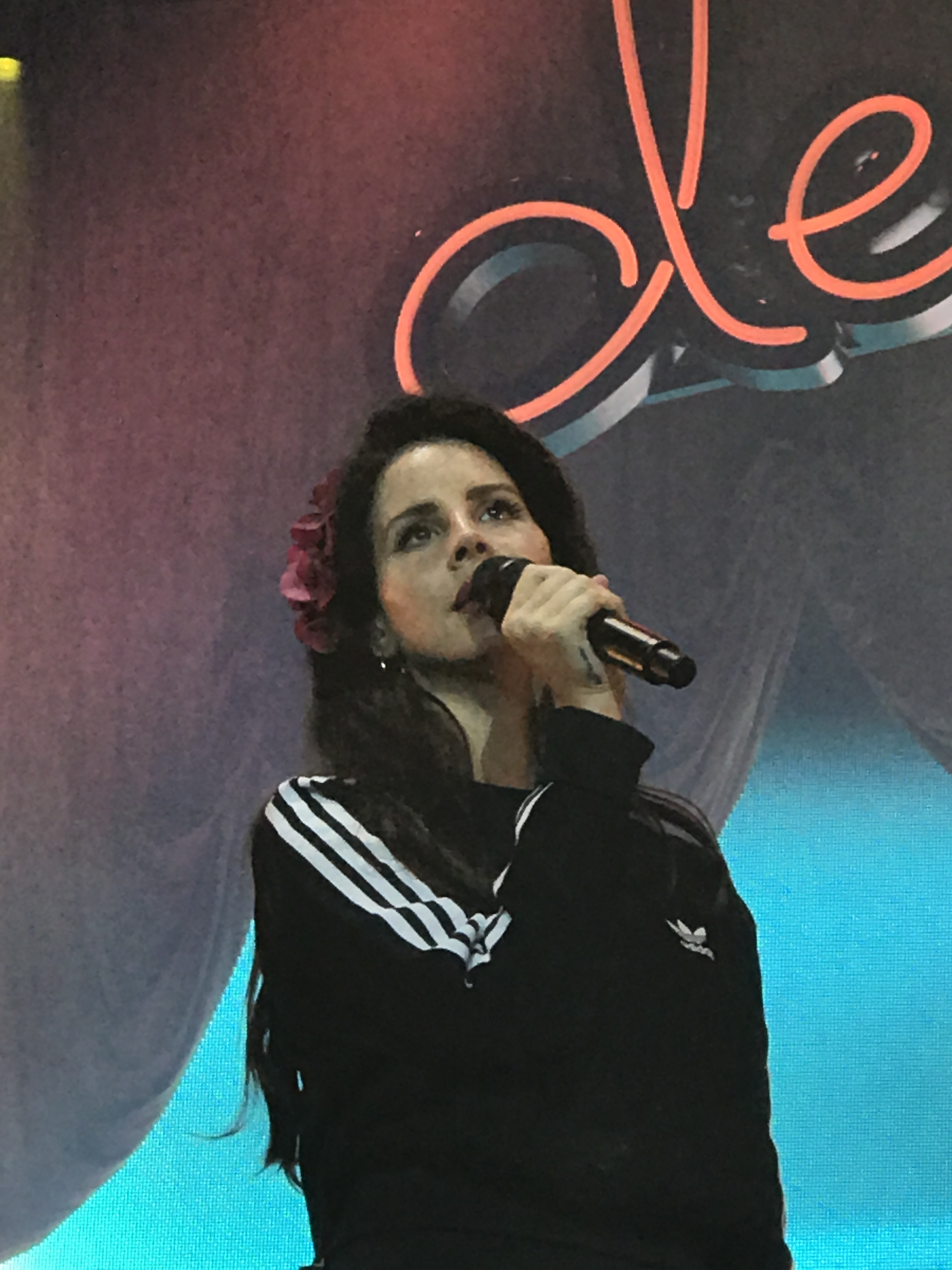
Lana Del Rey al Flow Festival di Helsinki nel 2017

Nell'ottobre 2015 Del Rey ha annunciato l'intenzione di scrivere materiale per il suo nuovo album, affermando di volerlo rendere più pop e con uno stile newyorkese. Nel gennaio 2016 ai People's Choice Awards è stata nominata come miglior artista femminile e ha inoltre ricevuto una candidatura ai BRIT Award come artista solista femminile internazionale, la sua terza candidatura nella categoria e la quarta assoluto.
Nei mesi di febbraio e marzo 2016 Del Rey e i suoi manager hanno annunciato di essere al lavoro sul suo quinto album ed è stato riportato il coinvolgimento di Justin Parker come produttore. Nel 2016 Del Rey ha inoltre collaborato con The Weeknd nel suo terzo album in studio Starboy: infatti, ha fatto parte del coro nel singolo Party Monster e dell'interludio di Stargirl Interlude.
Il 18 febbraio 2017 è stato pubblicato il primo singolo estratto dal suo quinto album intitolato e intitolato Love. Il video musicale, pubblicato il 20 febbraio seguente, è stato diretto da Rich Lee. Il 29 marzo 2017 viene pubblicato il trailer del suo quinto album, Lust for Life, di cui viene pubblicata la traccia omonima come singolo in collaborazione con The Weeknd il 19 aprile. L'album, che vanta collaborazioni con artisti del calibro di Stevie Nicks e Sean Ono Lennon e rapper come A$AP Rocky e Playboi Carti, viene invece pubblicato il 21 luglio 2017. Lust for Life ha raggiunto il primo posto sia in Regno Unito che negli Stati Uniti ed è stato promosso attraverso una tournée mondiale intitolata LA to the Moon Tour, durante la quale la cantante è stata accompagnata Jhené Aiko e Kali Uchis.
Il 2 gennaio 2018 viene pubblicato God Save Our Young Blood, un brano del cantante statunitense BØRNS, realizzato in collaborazione con Lana Del Rey. È stato il quarto singolo estratto dal secondo album in studio di BØRNS, Blue Madonna. La canzone è stata presentata in anteprima su Beats 1 Radio e successivamente resa disponibile sulle principali piattaforme di streaming, tra cui Spotify. Il brano ha raggiunto la posizione numero 17 nella classifica statunitense Rock Songs.
Il 15 agosto 2018 Cat Power pubblica il singolo Woman, che vede la partecipazione di Lana Del Rey. Il brano è stato il primo registrato per l'album Wanderer, ma inizialmente escluso dalla tracklist. Successivamente, grazie al supporto di Lana Del Rey, è stato incluso nel disco. Il video ufficiale, diretto da Greg Hunt, mostra Cat Power e la sua band esibirsi su un tetto al tramonto e in uno studio con luci che passano dal blu al rosa. Il singolo ha raggiunto la posizione numero 20 nella classifica statunitense Triple A Songs.
A settembre 2018 vengono messi in commercio due nuovi singoli, Mariners Apartment Complex e Venice Bitch, volti ad anticipare il sesto album della cantante, intitolato Norman Fucking Rockwell!, la cui uscita è avvenuta il 30 agosto 2019. Qualche mese prima, il 16 maggio 2019 viene pubblicata la cover di Doin' Time, brano del 1996 dei Sublime; la canzone fa parte di Sublime, documentario sulla carriera della band presentato al Tribeca Film Festival.

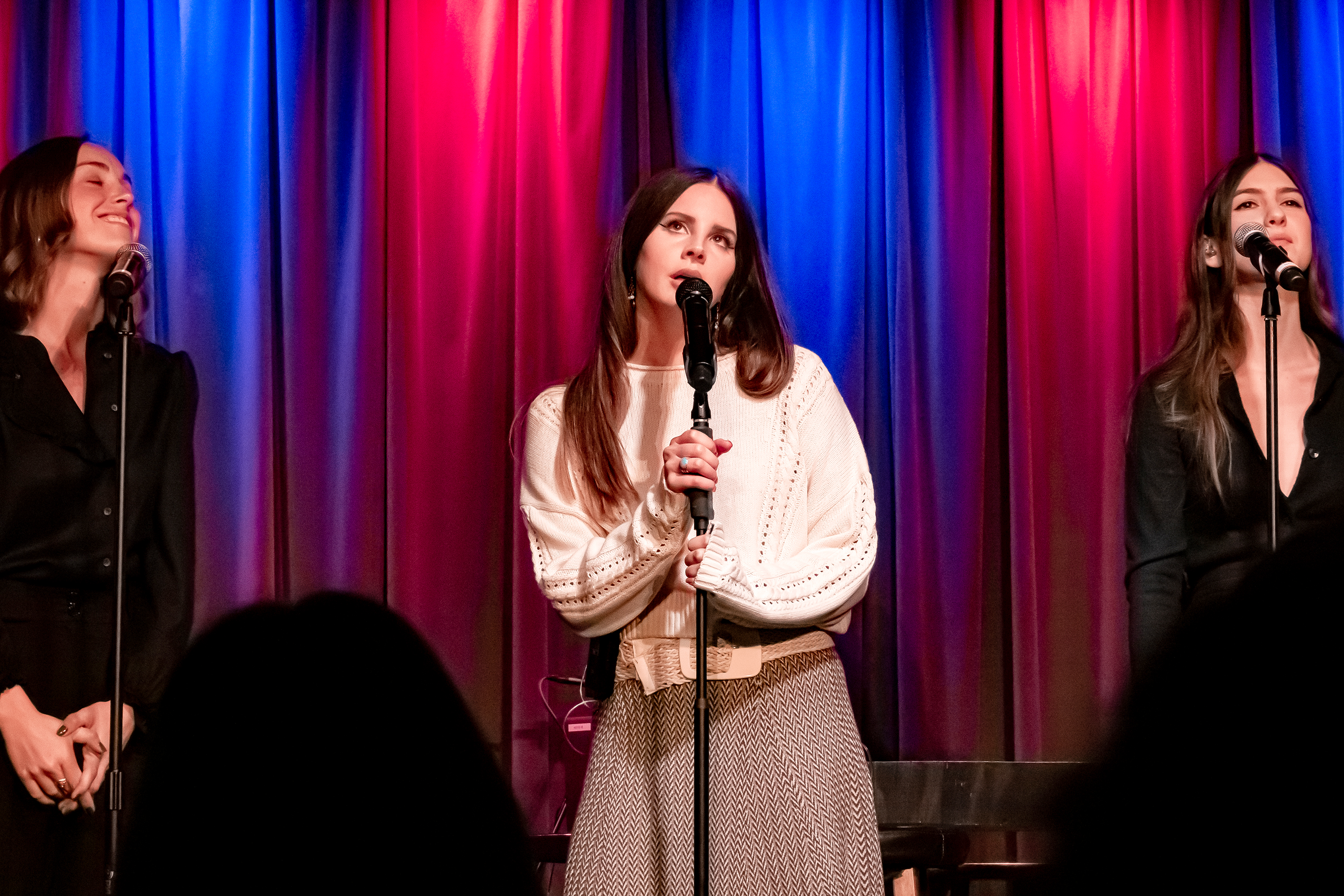
Lana Del Rey insieme a Zella Day e Weyes Blood in un concerto ai Grammy Museum nel 2019

Il 6 agosto 2019, Lana Del Rey ha introdotto il regista Guillermo Del Toro all'Hollywood Walk of Fame per poi pubblicare la propria versione del brano Season of the Witch di Donovan, impiegato per la promozione del Scary Stories to Tell in the Dark diretto dallo stesso Del Toro. Un mese più tardi collabora con Ariana Grande e Miley Cyrus al singolo Don't Call Me Angel, primo estratto dalla colonna sonora del remake di Charlie's Angels. La canzone ha registrato un moderato successo mondiale a livello globale ed è stata premiata con il disco d'oro in diversi Paesi.
Al momento della sua pubblicazione, Norman Fucking Rockwell! ha ricevuto il plauso della critica che più volte si è spinta a definirlo come il miglior progetto realizzato in carriera da Del Rey. L'album, e la traccia omonima estratta come singolo nel novembre 2019, vengono nominati ai Grammy Awards 2020 rispettivamente nelle categorie di album dell'anno e canzone dell'anno.
Originariamente pubblicato il 30 marzo 2018 come parte del suo album di debutto Bank on the Funeral, Hallucinogenics è un brano del cantautore statunitense Matt Maeson. Il 25 settembre 2020, Maeson ha pubblicato una nuova versione della canzone in collaborazione con Lana Del Rey, arricchendo il pezzo con la sua voce. La loro collaborazione era stata anticipata nel 2019, quando Del Rey aveva invitato Maeson sul palco durante un suo concerto a Oklahoma City per eseguire insieme Hallucinogenics. Il remix con Lana Del Rey ha ricevuto recensioni positive, con critici che hanno lodato l'armonia tra le voci dei due artisti e l'atmosfera onirica del brano.

### 2020–2022:Chemtrails over the Country Club,Blue Banisterse attività letteraria
Il 21 maggio 2020, attraverso una lettera condivisa sul proprio profilo Instagram, Lana Del Rey annuncia il 5 settembre dello stesso anno come data di uscita del settimo album di inediti. Il progetto in questione, originariamente intitolato White Hot Forever, è stato poi ribattezzato come Chemtrails over the Country Club e la sua pubblicazione posticipata al 19 marzo 2021 a causa di alcuni ritardi nella produzione dovuti alla pandemia di COVID-19. Il primo singolo estratto, Let Me Love You like a Woman, viene distribuito sulle piattaforme digitali e streaming il 16 ottobre 2020. Il 22 dicembre Del Rey annuncia tramite i suoi canali social il pre-ordine di Chemtrails over the Country Club, disponibile dall'11 gennaio 2021 insieme alla pubblicazione dell'omonimo singolo scelto come secondo estratto e del relativo videoclip.
Il 28 luglio 2020 viene pubblicata la prima raccolta di poesie della cantante, ovvero Violet Bent Backwards over the Grass, sotto forma di audiolibro, mentre la poesia LA Who Am I to Love You è stata distribuita a partire dal precedente 27 luglio. È anche prevista la pubblicazione di una seconda raccolta, Behind the Iron Gates – Insights from the Institution. Nel novembre 2020 la cantante ha contribuito alla realizzazione della colonna sonora del documentario sul Liverpool Football Club intitolato The End of the Storm interpretando l'inno della squadra, You'll Never Walk Alone. Il brano è stato pubblicato in formato vinile in edizione limitata e i proventi delle vendite sono stati devoluti alla fondazione della squadra stessa.
Appena due mesi dopo la pubblicazione di Chemtrails over the Country Club, la cantante conferma la realizzazione del successore Blue Banisters, inizialmente presentato come Rock Candy Sweet, fissandone la data di pubblicazione inizialmente al giugno 2021, poi al 4 luglio dello stesso anno, per poi posticiparlo definitivamente al 22 ottobre 2021. Le tracce Blue Banisters, Text Book e Wildflower Wildfire sono state pubblicate a sorpresa il 20 maggio 2021, mentre il singolo Arcadia viene messo in commercio il successivo 8 settembre.
La prima pubblicazione dopo Blue Banisters è datata 21 gennaio 2022: si tratta del brano Watercolor Eyes, utilizzato come colonna sonora del terzo episodio della seconda stagione di Euphoria trasmesso due giorni più tardi. Nello stesso anno partecipa come featuring al singolo Snow on the Beach di Taylor Swift, secondo estratto dall'album Midnights di quest'ultima.

### 2022–presente:Did You Know That There's a Tunnel Under Ocean Blvde il ritorno ai concerti
Il 7 dicembre 2022 Lana Del Rey annuncia ufficialmente la pubblicazione del suo nono album in studio, Did You Know That There's a Tunnel Under Ocean Blvd, avvenuta il 24 marzo 2023. In contemporanea all'annuncio, è stata resa disponibile per l'ascolto la title track dell'album pubblicata come primo estratto dallo stesso. Il 14 febbraio pubblica a sorpresa il singolo A&W, accompagnato dall'uscita di un'intervista per Interview con la connazionale Billie Eilish, ed esattamente un mese più tardi viene pubblicato l'ultima anticipazione dell'album, The Grants. Candy Necklace, in collaborazione con Jon Batiste, è stata pubblicata in formato 45 giri nell'ottobre seguente.

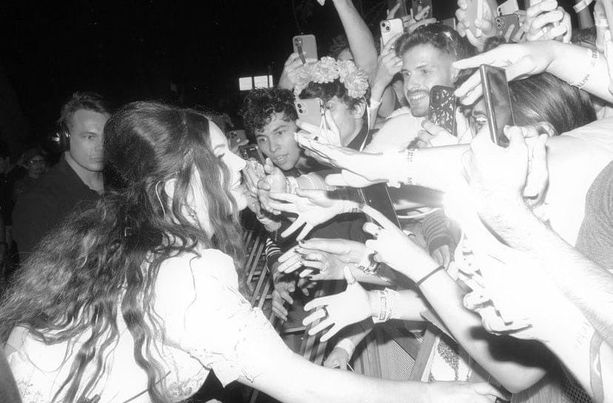
Lana Del Rey a San Paolo nel 2023

Il 19 maggio seguente viene distribuita sulle piattaforme di musica digitale e streaming Say Yes to Heaven, che la cantante aveva originariamente composto nel 2012 come parte dell'album Ultraviolence ma che era stata scartata all'epoca della realizzazione della lista tracce del disco. Nel novembre dello stesso anno collabora con i Bleachers, la band del suo produttore Jack Antonoff, per il loro singolo Alma Mater, mentre il 1º dicembre rende disponibile su tutte le piattaforme di streaming una cover del classico americano Take Me Home, Country Roads dell'artista country John Denver. Nel frattempo, viene anche pubblicata una reinterpretazione da parte della cantante del brano Blue Skies di Irving Berlin come parte della colonna sonora della serie televisiva di Apple TV+ The New Look.
Tra il 2023 e il 2025, dopo quattro anni di pausa, riprende la sua presenza sul palco dal vivo, intraprendendo una serie di concerti promozionali in cui la cantante performa nei principali festival musicali americani ed europei, fra cui Glastonbury nel Regno Unito, il Festival MITA a Rio de Janeiro e San Paulo, Brasile, Lollapalooza a Chicago, Stati Uniti e La Prima Estate in Italia, al Lido di Camaiore; inoltre si esibisce anche in concerti privati tenuti tra Europa, Messico e Stati Uniti. In particolare, nel giugno 2024, tiene il primo concerto in uno stadio statunitense, presso il Fenway Park di Boston. Nell'estate 2025 tiene sei concerti negli stadi di Regno Unito e Irlanda.
Nel frattempo, emergono le prime indiscrezioni circa il decimo album della cantante; Henry, Come On, viene pubblicato il 10 aprile 2025 come primo singolo. Nello stesso anno, torna a collaborare con The Weeknd contribuendo vocalmente al brano The Abyss facente parte dell'album del cantante canadese Hurry Up Tomorrow.

## Vita privata

### Vita sentimentale
Dal 2011 al 2014 Lana Del Rey è stata legata al cantante scozzese Barrie James O'Neill, con cui ha collaborato con agli album Ultraviolence e Blue Banisters. Lana Del Rey descriverà la loro frequentazione come «artisticamente proficua», ma «difficile», dichiarando: «Riuscire a conquistare equilibrio e normalità all'interno della dinamica di quel rapporto è stato praticamente impossibile. Sia io che lui dal punto di vista psicologico ne abbiamo passate tante. Io sono un personaggio oscuro ma lui è un personaggio ancora più oscuro di me».
Nel 2014 conosce il regista e fotografo italiano Francesco Carrozzini, con cui intraprende una breve relazione, terminata definitivamente l'anno dopo, quando il regista è stato avvistato a Los Angeles con un'altra donna. Dopo un breve flirt avvenuto nel 2017 con il rapper statunitense G-Eazy, Lana conosce il poliziotto statunitense ospite di numerosi reality show Sean Larkin, con cui inizia una relazione nel 2019. La coppia, avvistata per la prima volta a New York nel settembre 2019, debutta ufficialmente nel 2020, quando Larkin accompagna Del Rey sul tappeto rosso al gala dei Grammy Awards. Secondo quanto dichiarato dal poliziotto, la relazione termina pacificamente nel marzo dello stesso anno, anche se in uno dei suoi concerti Lana Del Rey ha dichiarato che le cose sono andate diversamente, affermando: «Lui si è sposato quando stavamo ancora insieme. A volte mi chiedo cosa penserebbe sua moglie se sapesse che io non ero a conoscenza di nulla. Si è sposato mentre frequentavamo assieme la terapia di coppia».
Fra il 2021 ed il 2023 le vengono tributati flirt con diversi uomini, fra cui il musicista statunitense Clayton Johnson, il produttore Mike Hermosa ed infine il produttore e musicista Jack Donoughe. Nel 2024 viene vista più volte in compagnia del rapper americano Quavo, alimentando voci su una possibile frequentazione fra i due.
Nell'estate del 2024 Lana Del Rey è stata avvistata mano per la mano in compagnia di Jeremy Dufrene, una guida turistica della Louisiana che Lana ha conosciuto nel 2019 durante una vacanza. Il 26 settembre 2024, senza alcun preannuncio ai media o ai suoi fan, i due si sposano in un ranch in Louisiana, tenendo una cerimonia privata e con pochi intimi.

### Vita familiare
Lana Del Rey è molto legata alla sua famiglia: cita spesso nei suoi testi la sorella Caroline, il fratello Charlie, il padre Rob e la nipote Phoenix, specialmente nelle sue più recenti pubblicazioni, fra cui il singolo The Grants, tratto dal suo nono album e dedicato proprio a questi ultimi. Ha inoltre sponsorizzato l'album musicale del padre Rob Grant, pubblicato nel 2023, collaborando con quest'ultimo per due tracce, Hollywood Bowl e Lost at Sea. È stata più volte vista in tour accompagnata dai suoi fratelli e suo padre ed ha posato con loro per la campagna promozionale del suo album Chemtrails over the Country Club.
A proposito di sua madre, nel 2020 ha dichiarato di trovare la festa della mamma «una sfida per varie ragioni: origini famigliari, traumi e la delusione di non essere madre» alludendo ad una relazione complicata con la madre Patricia. Ha inoltre affermato di «ringraziare Dio per la possibilità di scegliere la propria famiglia e per le mie migliori amiche che sono diventate le mie madri». Nel 2023 pubblica la traccia Fingertips dove descrive definitivamente il suo rapporto con la madre biologica, chiedendosi «che razza di madre sia una che mi dice che finirò in un ospedale psichiatrico» e «cosa caz**o ci sia di sbagliato nella sua testa per mandarmi via da casa», spiegando poi che quando Lana era solo quindicenne la madre l'aveva spedita in un collegio per disintossicarsi dall'alcolismo e successivamente l'aveva mandata in Spagna senza permetterle di tornare a casa.

## Impegno sociale

### Femminismo
Nonostante le varie fonti che hanno nel corso degli anni etichettato Del Rey come antifemminista, la cantante ha più volte espresso il proprio supporto ai movimenti femministi e si è dichiarata come sostenitrice di un Femminismo di terza ondata. Nel 2014, interrogata sul tema a seguito di alcune controversie suscitate da dei fan in merito al suo secondo album Ultraviolence, definito da alcuni come antifemminista e romanticizzante gli abusi, Lana Del Rey ha risposto:
Nonostante questa prima dichiarazione, la cantante aggiorna più tardi la sua visione sul femminismo, dichiarando in un'intervista concessa a Pitchfork nel 2017:
Nello stesso anno, a seguito dell'ondata del movimento MeToo scatenatasi dopo alcune molestie perpetrate dal regista Harvey Weinstein a giovani donne, Lana Del Rey si dichiara apertamente femminista e sostenitrice del movimento.
Nel 2020 torna a parlare dell'argomento denunciando il doppio standard dell'industria musicale ed affermando che non le piace come negli anni lei sia stata accusata di essere un'antifemminista solo per aver trattato nei suoi testi di «relazioni imperfette» mentre la maggior parte delle cantanti pop abbia scalato le classifiche nel plauso generale cantando di «essere nude, avere tanti uomini e fare tanto sesso».

### Ideologie politiche
Convinta patriottica, Del Rey ha spesso trattato della cultura americana nei suoi testi, cantando dal vivo stringendo la bandiera stelle e strisce e pubblicando poesie riguardanti il suo amore per la nazione e la sua preoccupazione per la cattiva gestione politica del paese e per il cambiamento climatico che sta imperversando negli Stati Uniti ed in particolare in California.
Nel corso della sua carriera ha criticato numerose volte il due volte presidente statunitense Donald Trump, etichettandolo come narcisista e sociopatico e affermando che la vittoria di Trump alle elezioni presidenziali del 2016 sia stata una «sconfitta per il paese».
Nel 2018, in un concerto tenuto in Brasile, ha cantato stringendo fra le mani una bandiera LGBT a supporto della comunità. Nel 2023, sempre in Brasile, ha scambiato un bacio alla francese con una delle sue ballerine sul palco, come provocazione contro l'omofobia.
Nel 2020 ha mostrato sostegno alla comunità nera sulle sue pagine social al seguito della morte di George Floyd, attirando tuttavia alcune critiche poiché in alcuni video pubblicati dalla cantante delle proteste del movimento Black Lives Matter, a cui Del Rey ha partecipato, erano visibili i volti di alcuni manifestanti che avrebbero potuto far finire questi ultimi in problemi legali.

### Filantropia ed impegno sociale
Nel corso degli anni, Del Rey ha sostenuto molteplici cause e ha reso disponibili numerose offerte per aiutare a sostenere le cause in cui crede. Il brano del 2019 Looking for America è stato diffuso in risposta alle sparatorie di massa del 3-4 agosto 2019 a El Paso, Texas, e Dayton, Ohio, con tutti i proventi della canzone destinati a fondi di soccorso a favore delle vittime delle sparatorie di agosto e della sparatoria del Gilroy Garlic Festival del 28 luglio 2019. Nell'ottobre 2020, ha donato 350 000 dollari provenienti dalle vendite del suo libro Violet Bent Backwards over the Grass al progetto Dig Deep Water, che fornisce acqua pulita ad alcune delle comunità più vulnerabili della Navajo Nation, una comunità di nativi americani. Più tardi, a dicembre dello stesso anno, Del Rey ha pubblicato una propria versione di You'll Never Walk Alone a beneficio di enti di beneficenza sostenuti dal Liverpool FC, squadra di cui la cantante è convinta sostenitrice.

## Stile musicale e influenze

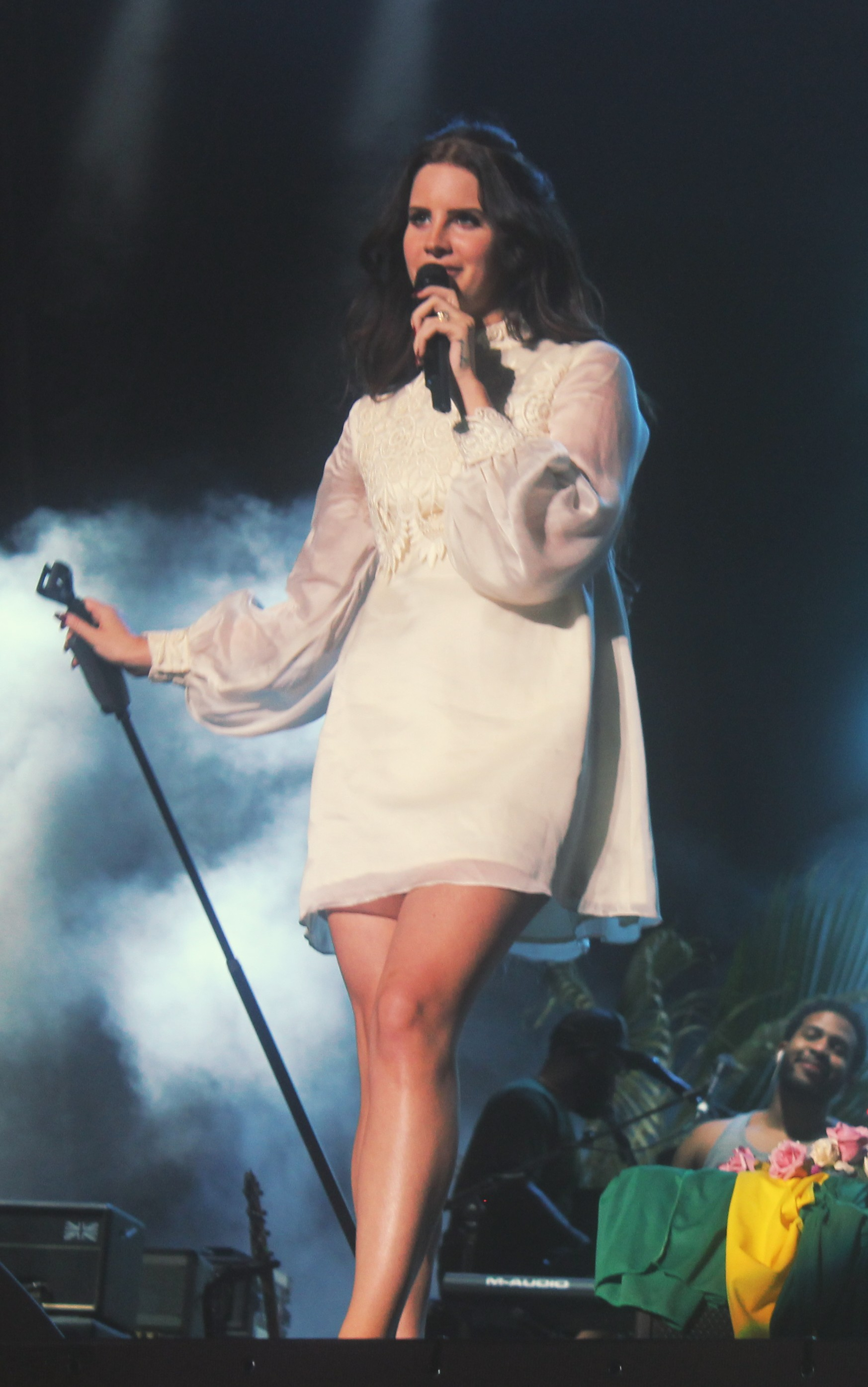
Lana Del Rey in concerto in Brasile nel 2013

La musica di Lana Del Rey è stata notata per il suo suono cinematografico e per i suoi riferimenti a vari aspetti della cultura popolare, in particolare quella statunitense degli anni cinquanta e sessanta. Rolling Stone osserva che Del Rey si diverte a giocare il ruolo di cantante lounge. Nata come Elizabeth Grant, Del Rey ha fatto uso di più pseudonimi come Lana Rey Del Mar, Sparkle Jump Rope Queen, May Jailer, e Lizzy Grant. Seguendo l'ombra di artisti come Prince e David Bowie, Del Rey ha scelto la sua identità musicale in quanto «le ricordava il fascino del mare» e «suonava bene venendo fuori dalla punta della lingua». Il suo nome d'arte si ritiene essere una combinazione tra il nome dell'attrice hollywoodiana Lana Turner e quello dell'automobile Ford Del Rey, sebbene tale derivazione sia stata smentita dalla cantante stessa.
Ha definito il suo stile musicale come «Hollywood sadcore», un genere di alternative rock caratterizzato da testi cupi, melodie malinconiche e tempi più lenti; questo, oltre all'enorme successo ottenuto, ha portato molti a ritenerla "The Queen of Alternative Music" ovverosia la "regina della musica alternativa". Secondo il Time il nocciolo della musica di Lana Del Rey consiste nell'essere «musica da film», con una fiabesca spolverata di arpa e dei timpani sinistri, distesa su cadenze vocali hip hop. Sotto il nome d'arte di Lizzy Grant ha chiamato la sua musica «glam metal hawaiano», mentre da May Jailer si è concentrata sul genere acustico.
Il caporedattore della rivista In Touch Weekly, Noah Levy, ha osservato che la sua dedizione e il suo talento sono innegabili, affermando: «Credo che lei si preoccupi per l'arte che sta creando. Non credo affatto che sia falsa». Del Rey annovera tra le sue influenze musicali artisti contemporanei come Amy Winehouse, Antony and the Johnsons, Billie Holiday, Madonna, Britney Spears, Bruce Springsteen, Elvis Presley, Eminem, Frank Sinatra, Janis Joplin, Nina Simone, Joan Baez, Julie London e i Nirvana. «Mi piacciono solo i maestri di ogni genere», ha affermato in un programma radio della BBC. Intervistata dal quotidiano italiano la Repubblica, ha inoltre dichiarato di ispirarsi alla gestualità anni Sessanta di Patty Pravo. Dichiarate nella sua musica sono poi le influenze della cantautrice country Nikki Lane, di Joni Mitchell, Stevie Nicks, Courtney Love e della poetessa statunitense Sylvia Plath.

## Discografia

### Album in studio
Come Lizzy Grant
- 2010 – Lana Del Ray

Come Lana Del Rey
- 2012 – Born to Die
- 2014 – Ultraviolence
- 2015 – Honeymoon
- 2017 – Lust for Life
- 2019 – Norman Fucking Rockwell!
- 2021 – Chemtrails over the Country Club
- 2021 – Blue Banisters
- 2023 – Did You Know That There's a Tunnel Under Ocean Blvd

## Opere
- (EN) Lana Del Rey, Violet Bent Backwards over the Grass, 2020, ISBN 978-1-9821-6728-8.

## Filmografia

### Attrice
- Poolside, regia di Aaron C. Peer – cortometraggio; accreditata come Lizzy Grant (2010)
- National Anthem, regia di Anthony Mandler – cortometraggio (2012)
- Ride, regia di Anthony Mandler – cortometraggio (2012)
- Tropico, regia di Anthony Mandler – cortometraggio (2013)
- Freak, regia di Lana Del Rey (2016)
- The King, regia di Eugene Jarecki – documentario (2017)
- Norman Fucking Rockwell!, regia di Chuck Grant (2019)

### Regista
- Freak (2016)

## Tournée
- 2011/12 – Born to Die Tour
- 2013/14 – Paradise Tour
- 2015 – The Endless Summer Tour
- 2018 – LA to the Moon Tour
- 2019 – The Norman Fucking Rockwell Tour
- 2023/25 – serie di concerti

## Riconoscimenti
Tra il 2014 e il 2024, Del Rey ha accumulato undici candidature ai Grammy Awards, incluse due nella categoria principale di album dell'anno e altrettante in quella di canzone dell'anno.